# Rode nieuw-zeelander

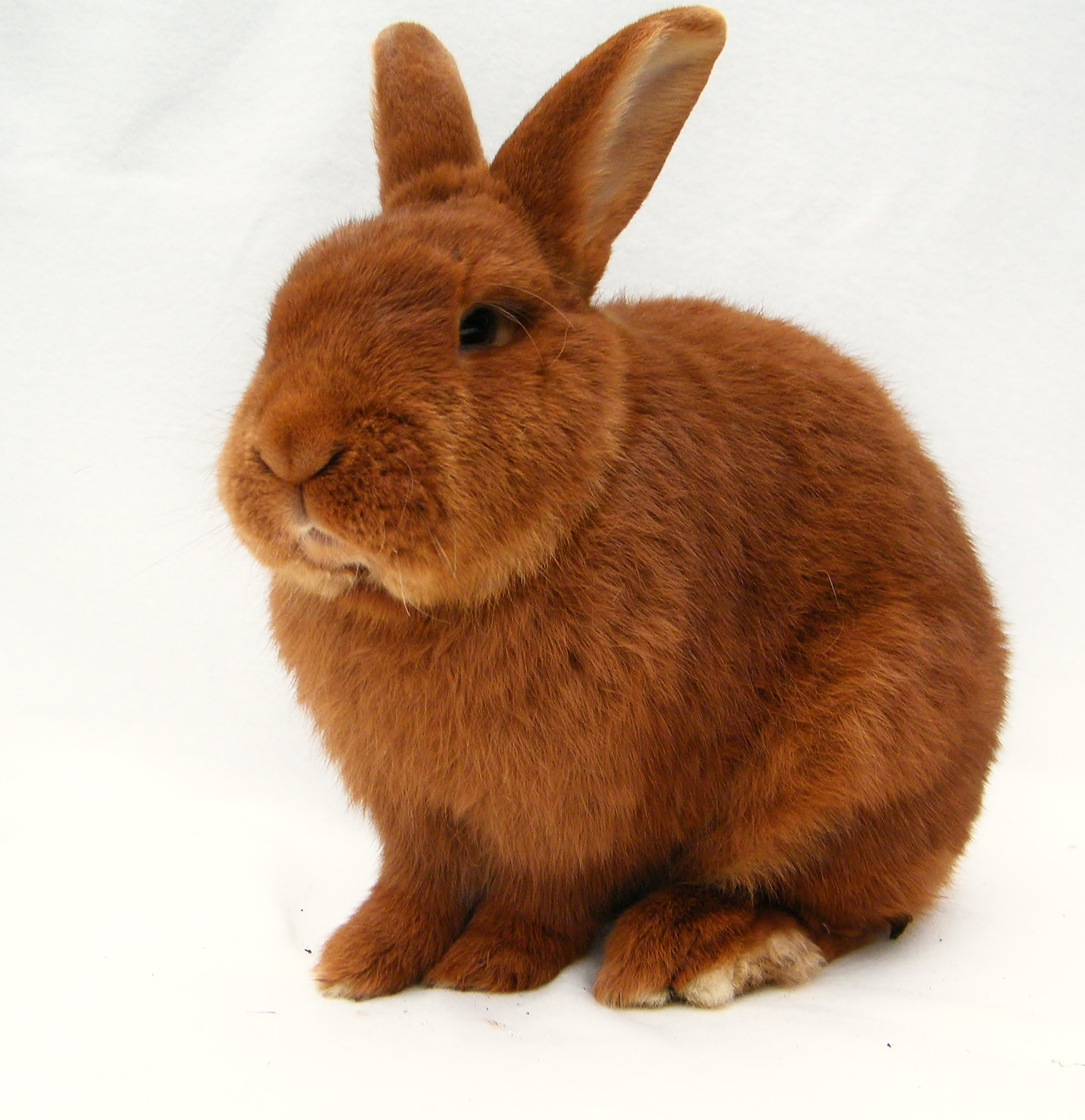
Rode nieuw-zeelander

De rode nieuw-zeelander is een middelgroot konijnenras, maar is een ander ras dan de nieuw-zeelander.

## Herkomst
De rode nieuw-zeelander stamt van oorsprong uit Californië, Verenigde Staten. Het doel was in eerste instantie om een konijn te fokken voor de slacht en het bont. Het ras is gefokt met onder andere de haaskleurige Belgische haas en de konijngrijze Vlaamse reus. Welke rassen nog meer bijdragen is niet bekend. De rode nieuw-zeelander is ontstaan begin 20e eeuw en was voor het eerst op een Amerikaanse tentoonstelling te zien in 1910. In 1919 werden de eerste dieren geëxporteerd naar Europa. Toen het ras ontstond had hij eerder een gele kleur dan een rode pels. De rode kleur die hij nu heeft is ontwikkeld door de inzet van diverse fokkers door de tijd heen.

## Rasbeschrijving
Het gewicht van de rode nieuw-zeelanders bedraagt 3 tot 4,5 kilogram. Ze hebben een dieprode kleur, waar geen ticking of witte haren in mogen zitten. Ze hebben veel onderwol die vaak lichter is dan de deklaag, maar ideaal is als het dezelfde kleur heeft. De lengte van de haren is normaal en de vacht voelt zacht aan. Rode nieuw-zeelanders hebben een gespierde en brede voor- en achterhand. De wangen van de rammen zijn vol en groot vergeleken met de voedsters. De poten hebben veel beharing, zijn kort en stevig. De lengte van de oren is gemiddeld 12 centimeter. De rode nieuw-zeelanders zien er in Amerika en Engeland anders uit dan in Europa. Ze hebben daar een kortere vacht en zijn gestrekter en slanker.

## Karakter
De rode nieuw-zeelander is een stabiel en lief konijn. Ze zijn vrij levendig maar kunnen ook vooral als het warm is een paar uur rustig liggen. Ze zijn nieuwsgierig, kalm en soms wat lomp. Ze schieten niet snel in paniek en zijn geschikt voor kinderen. Net zoals andere rassen houden ze er niet zo van om opgepakt te worden.